# Sandsjötjärnen, Hälsingland
Sandsjötjärnen är en sjö i Ljusdals kommun i Hälsingland och ingår i Dalälvens huvudavrinningsområde. Sjön har en area på 0,0489 kvadratkilometer och ligger 410,5 meter över havet.

## Delavrinningsområde
Sandsjötjärnen ingår i det delavrinningsområde (683147-144794) som SMHI kallar för Utloppet av Sandsjön. Medelhöjden är 459 meter över havet och ytan är 7,76 kvadratkilometer. Räknas de 16 avrinningsområdena uppströms in blir den ackumulerade arean 96,34 kvadratkilometer. Sandsjöån (Sundsjöån) som avvattnar avrinningsområdet har biflödesordning 3, vilket innebär att vattnet flödar genom totalt 3 vattendrag innan det når havet efter 425 kilometer. Avrinningsområdet består mestadels av skog (80 procent). Avrinningsområdet har 1,17 kvadratkilometer vattenytor vilket ger det en sjöprocent på 15 procent.